# C. A. Herpich Söhne
C. A. Herpich Söhne war ein 1835 in Berlin gegründetes Modehaus. Ursprünglich eine Kürschnerei mit einem kleinen Pelzgeschäft, entwickelte sich Herpich zu einem Modehaus „in einer großartigen und vornehmen Aufmachung“, einem angesehenen Anbieter hochwertiger Pelze und zu einem Großhandelsunternehmen für Pelzkonfektion und Felle. Um 1925 „stellt das Haus Herpich als erstes Pelzgeschäft Deutschlands ein abgerundetes Ganzes dar, und gehört seiner ganzen großartigen und vornehmen Aufmachung nach zu den bekanntesten und tonangebenden Geschäften dieser internationalen Branche“. Nach dem Zweiten Weltkrieg konnte die Familie Herpich an die vergangenen Erfolge nicht mehr anschließen. 2001 wurde die letzte Eintragung im Handelsregister gelöscht.

## Geschichte

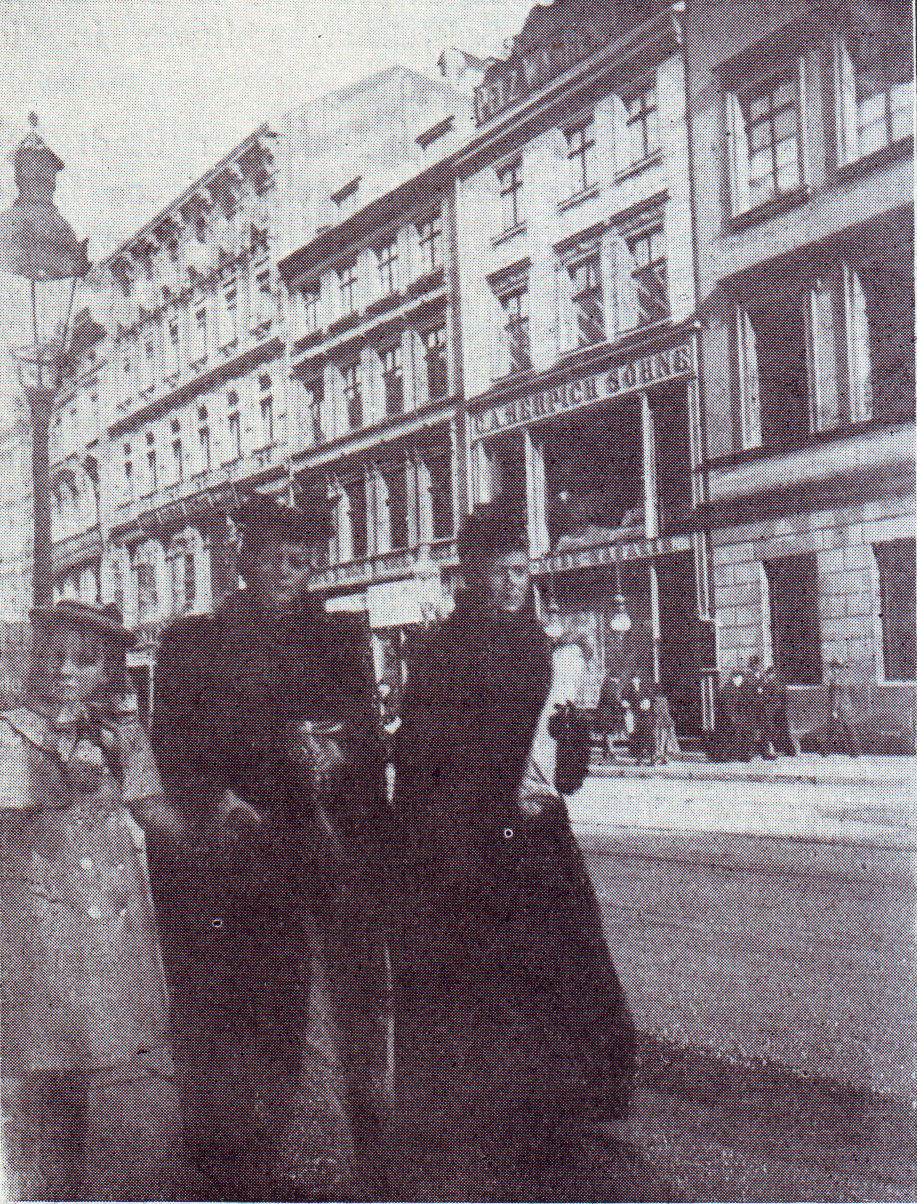
Stammhaus in der Königstraße (vor 1898)

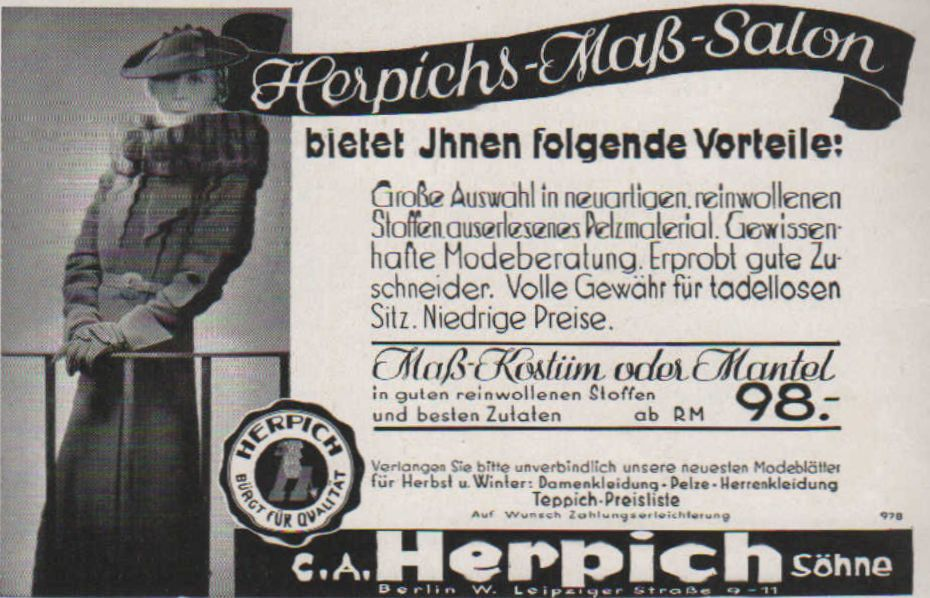
„Herpichs-Maß-Salon“, Anzeige (ca. 1910)

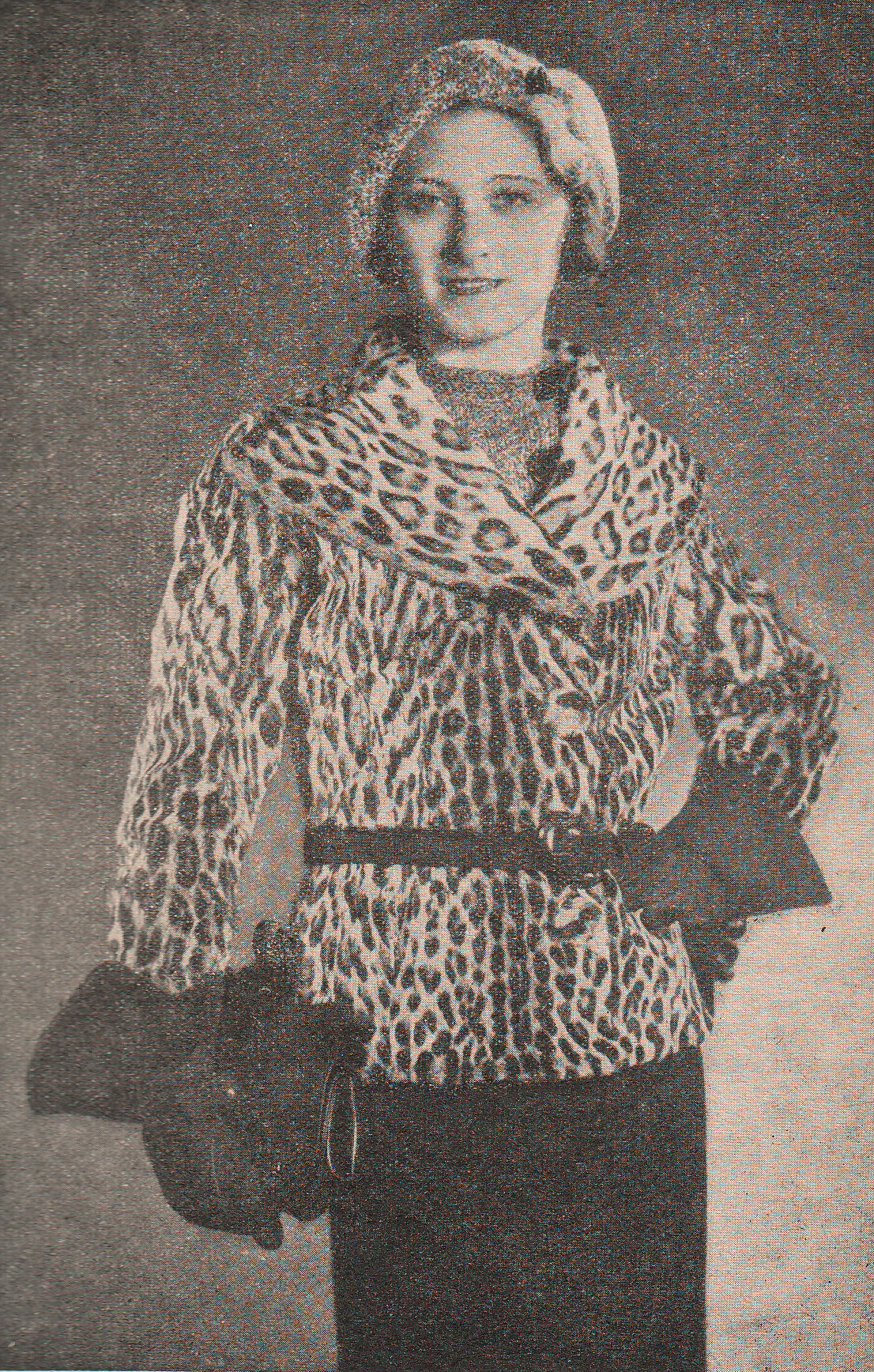
Ozelotjacke (Herpich, 1934)

### Deutschland
Das Stammhaus des von Kürschnermeister C. A. Herpich im Jahr 1835 gegründeten Unternehmens befand sich im Zentrum des damaligen Berlins, an der Königstraße 20 (heute:
Rathausstraße). Es gelang ihm im Laufe seines Geschäftslebens, sich einen Kreis fester Kunden zu sichern und seinen Kindern ein florierendes Geschäft zu hinterlassen.
Wie häufig, erlernten auch die Söhne das Handwerk ihres Vaters. Die drei Brüder Carl, Julius und Rudolf eigneten sich zusätzliche Kenntnisse im Ausland an. Der Älteste ging 1868 nach New York und begründete dort das Rauchwaren- und Pelz-Konfektionsgeschäft Charles A. Herpich, das lange eine führende Stellung einnahm, beim Tod von Carl jedoch nicht weitergeführt wurde.
Der jüngste Bruder Rudolf machte sich auf dem Brühl in Leipzig selbständig, dem aufstrebenden Welthandelszentrum für Rauchwaren. Sein dortiges Fell- und Rauchwaren-Engros-Geschäft des Berliner Hauses genoss einen sehr guten Ruf. Diese Zweigniederlassung erlosch, als Rudolf im Jahr 1895 starb. 1915, auch noch in den 1920er Jahren bestand in Leipzig, Brühl 70, ein Rauchwarenhandels- und Kommissionsgeschäft Karl Herpich & Bruder.
Nach dem Tod der beiden Brüder wurde Julius Herpich, der zweite Sohn des Firmengründers, der Alleinbesitzer des Berliner Geschäfts. Er übernahm das Unternehmen in einer Zeit des Wirtschaftsaufschwungs und zunehmenden Wohlstands. Es gelang ihm die Konjunktur auszunutzen, unter der Mitwirkung seiner beiden Söhne Paul und Julius wuchs das Geschäft beständig an. 1897 zog man deshalb in ein eigenes, großes Geschäftshaus in der Leipziger Straße um. Zu dieser Zeit besaß die Firma Herpich bereits Weltruf. In den neuen, hell und modern eingerichteten Verkaufs- und Arbeitsräumen war es möglich, das ursprüngliche Betätigungsfeld der Firma, die Pelze, auf weitere Artikel auszuweiten. Bereits nach wenigen Jahren erwarb der Inhaber die beiden Nebenhäuser und ließ deren Läden und mehrere Etagen umbauen. Herpich und Michelet auf der Leipziger-, Ecke Jerusalemer Straße waren in den 1880er Jahren wohl in Deutschland die ersten, die sich von der Kürschnerwerkstatt lösten und stattdessen ein Pelzhaus schufen.
Im Jahr 1904 verstarb Julius Herpich senior. Die Nachfolge traten die beiden Söhne Paul und Julius an, die von Jugend an mit dem Betrieb vertraut waren und die Firma im Sinne ihres Großvaters erfolgreich weiterführten. Philipp Manes, der von den Nationalsozialisten ermordete Berliner Biograf der Pelzbranche, schildert seine Begegnungen mit Julius Herpich jun.: „Auf meinen Vorschlag wurde Julius Herpich [in den Fachausschuss der Pelzindustrie] berufen – der regelmäßig zu den Sitzungen erschien, aber nur sehr selten das Wort ergriff. Er wurde nur gesprächig, wenn man mit ihm allein blieb. Ich hatte öfters Besprechungen mit dem sonst in seinem Hause unsichtbaren Herrn, der sich meist durch seinen Prokuristen Alexander Graf vertreten ließ […].“
Im Jahr 1925 lag der Angebotsschwerpunkt zwar weiterhin bei den Pelzwaren, daneben gab es aber unter anderem auch eine Modeabteilung für Damen, in der neben jeder Art Konfektion auch Hüte und Modistinnenartikel geführt wurden. Die Herren-Konfektions-Abteilung galt als den besten Schneiderfirmen ebenbürtig. Die Abteilung für echte Perser- und Orientteppiche war im Jahr 1920 eingerichtet worden, auch sie musste ständig vergrößert werden, bald war das Unternehmen auch in diesem Artikel führend. Dem Trend der Zeit folgend wurde eine Abteilung für Damen- und Herrensportbekleidung eingerichtet und eine Sparte für Sportgeräte und -ausrüstungen angegliedert. Besondere Beachtung fand in der Pelzbranche die Abteilung für Pelzkonservierung. Durch die Elektrifizierung war es möglich geworden, Pelze über den Sommer gekühlt aufzubewahren. Die dafür notwendige Anlage war die größte ihrer Art in Europa. 1925 umfasste das Kundenverzeichnis 25.000 Adressen. Der Versicherungswert der aufbewahrten Pelze betrug 55 Millionen Mark (inflationsbereinigt in heutiger Währung: rund 255 Millionen Euro). Die „Abteilung für Konservierung“ warb 1926 mit einer „Tag- und Nachtbewachung“ für „Pelzsachen, Winterkleider, Teppiche etc“.
Neben dem Detailhandel befasste sich Herpich mit dem Großhandelsgeschäft von Pelzkonfektion und von Fellen, wovon große Mengen ins Ausland geliefert wurden. Der Einkauf erfolgte direkt, auf den großen Pelzmärkten in Leipzig und London. Philipp Manes schrieb in einer Würdigung: „Die Firma darf sich schmeicheln, die auserlesensten und kostbarsten Zobel, Silberfüchse, Blaufüchse und andere Edelpelze zu besitzen, wie es zum zweiten Male kaum in der Branche zu finden sein dürfte. Ein weiterer Vorzug der Herpich’schen Erzeugnisse liegt in ihrer tadellosen, soliden Verarbeitung, die fast ausschließlich in den eigenen Werkstätten geschieht“.
Die Berliner Geschäftsräume umfassten im Jahr 1925 eine Fläche von 11.000 Quadratmetern. In den Hauptgeschäftsräumen und in den angegliederten Häusern wurden etwa 900 Angestellte beschäftigt, wozu noch einige Hundert Heimarbeiter für die Spezialartikel der Firma kamen. Da die Fläche nicht ausreichte, stockte man zu der Zeit die Häuser Leipziger Straße 9 und 10 um drei Etagen auf. Angekündigt war die Erhöhung des Hauses Nr. 11 auf ebenfalls sieben Stockwerke: „Hierdurch wird die Firma Herpich der Leipzigerstraße den ersten ‚Wolkenkratzer‘ geben, dem wohl sehr bald andere folgen werden“. 1936 trat der Kürschnermeister Heinz Herpich in die Firma als Gesellschafter ein. Im darauffolgenden Jahr folgte die Firma der Entwicklung der Hauptgeschäftslagen Berlins und eröffnete auf der Tauentzienstraße Nr. 7 b/c ein Zweitgeschäft. Beide Häuser, sowohl das in der Leipziger Straße als auch in der Tauentzienstraße, brannten in den Jahren 1943 und 1945 aus.
Über die Akkuratesse, mit der in den Kürschnerateliers von Herpich gearbeitet wurde, berichtet 1980 ein ehemaliger Kürschnerlehrling: „In der Fachschule erzählten sich die Lehrlinge, dass Anstückeln nach dem Abgleichen [dem Endzuschitt des Pelzes] nicht gestattet wurde. Auch wenn nur ein einziges Stück noch anzusetzen war, mußte der ganze Mantel von Neuem gezweckt werden. Vielleicht war es eine Übertreibung der dort beschäftigten Lehrlinge, immerhin wirft es ein Licht auf die damalige Korrektheit bei der Verarbeitung der führenden Häuser“.

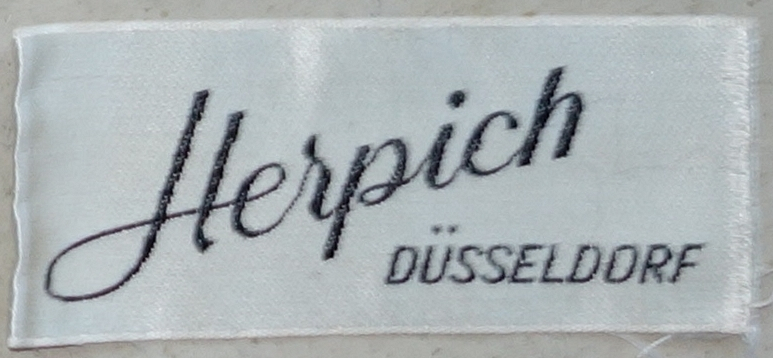
Textiletikett Herpich Düsseldorf

Kürschnermeister Paul Herpich (1914–1962), der jüngste Sohn des im Jahr 1944 verstorbenen Julius Herpich, ließ nach dem Krieg das Haus Tauentzien-, Ecke Nürnberger Straße wieder aufbauen. Am 1. Dezember 1950 war die Wiedereröffnung, zu der auch der Berliner Bürgermeister erschien. Für das Atelier und den Modellentwurf war zu der Zeit Herr Klingberg verantwortlich. Im gleichen Jahr inseriert C. A. Herpich Söhne außerdem noch unter der alten Adresse Königstraße 20, die jetzt im sowjetisch besetzten Teil von Berlin lag. Spätestens im Fachverzeichnis des Jahres 1957 ist die Firma Herpich für Berlin allerdings nicht mehr aufgeführt. 1984 wurde beim Amtsgericht Berlin die Verlegung des Sitzes der Gesellschaft Herpich & Co., Pelz- und Damenbekleidung von der Tauentzienstraße 7 b–c, Berlin nach Fürth eingetragen. Geschäftsführer war seit Februar 1983 anstelle von Volker Schöpke der Fürther Kaufmann Hartmut Tröger.
Auch nach dem Zweiten Weltkrieg galt der Düsseldorfer Firmenzweig im Hotel Breidenbacher Hof, Seite Heinrich-Heine-Allee, als besonders exklusive Pelzadresse. Am 25. August 1949 eröffnete die Julius Herpich K.-G. dort in der damaligen Theodor-Körner-Straße ein Modellhaus. Noch 1981 ist Herpich im Fachadressbuch dort vermerkt. 1991 ist die Firma dann unter der Anschrift Königsallee 30 im neu erbauten Kö-Center angegeben. Am 15. November 2001 erfolgte ein Eintrag in das Handelsregister als Julius Herpich GmbH Pelze & Modellbekleidung, vier Tage später wurde der Eintrag wieder gelöscht.

### Ausland
Um das ständig zunehmende Exportgeschäft zu erleichtern und um die ausländischen Kunden besser bedienen zu können, errichtete das Unternehmen eine Filiale in Paris unter dem Namen Fourrures Herpich. Diese war so erfolgreich, dass bereits im darauffolgenden Jahr eine ständige Vertretung mit einem Musterlager in London eingerichtet wurde. Beide Betriebe wurden von Berlin aus beliefert und hatten sich bis zum Ausbruch des Ersten Weltkriegs bereits sehr gut entwickelt.

Aus einem Prospekt der Firma C. A. Herpich Söhne, 1910
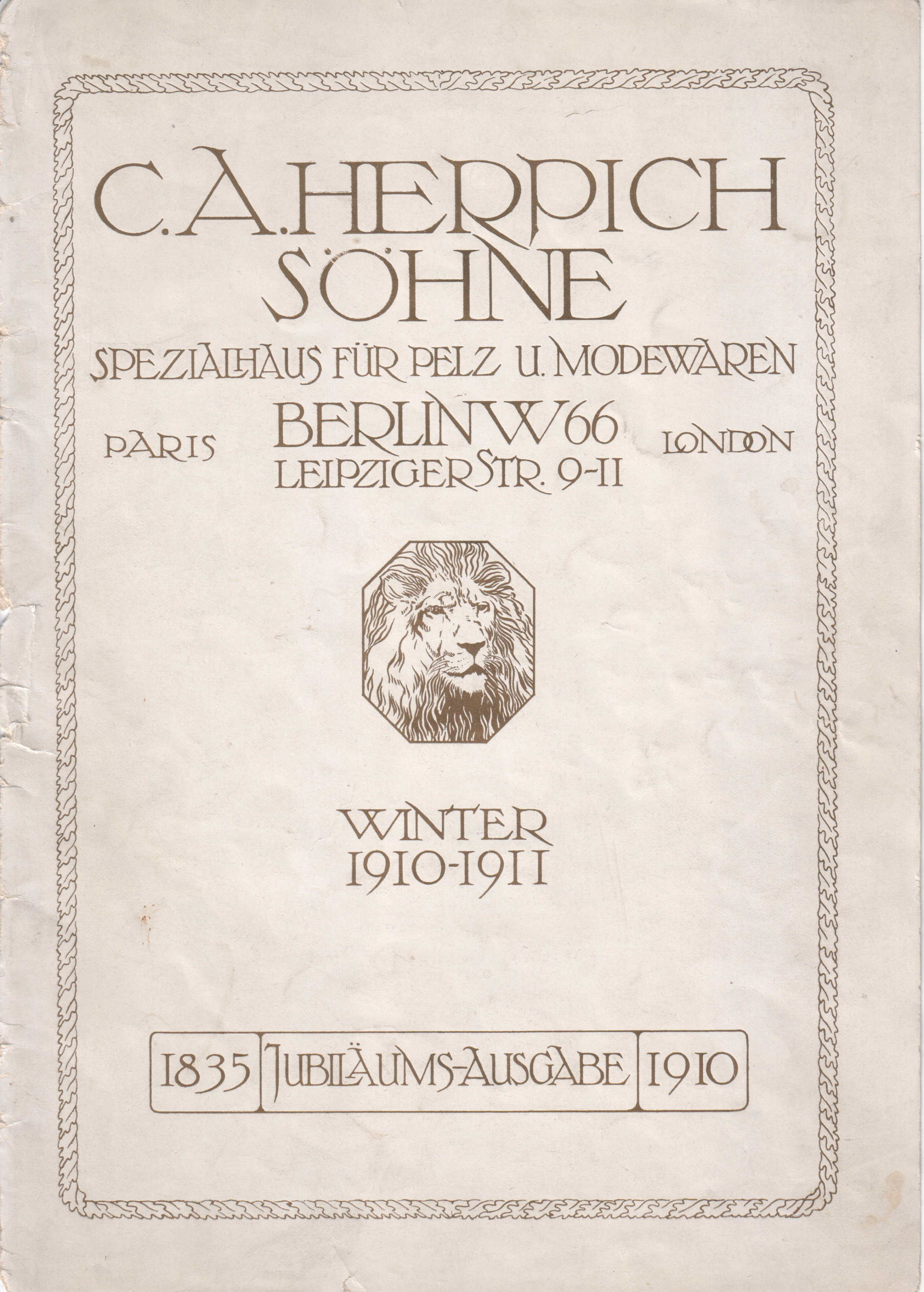
Titelseite
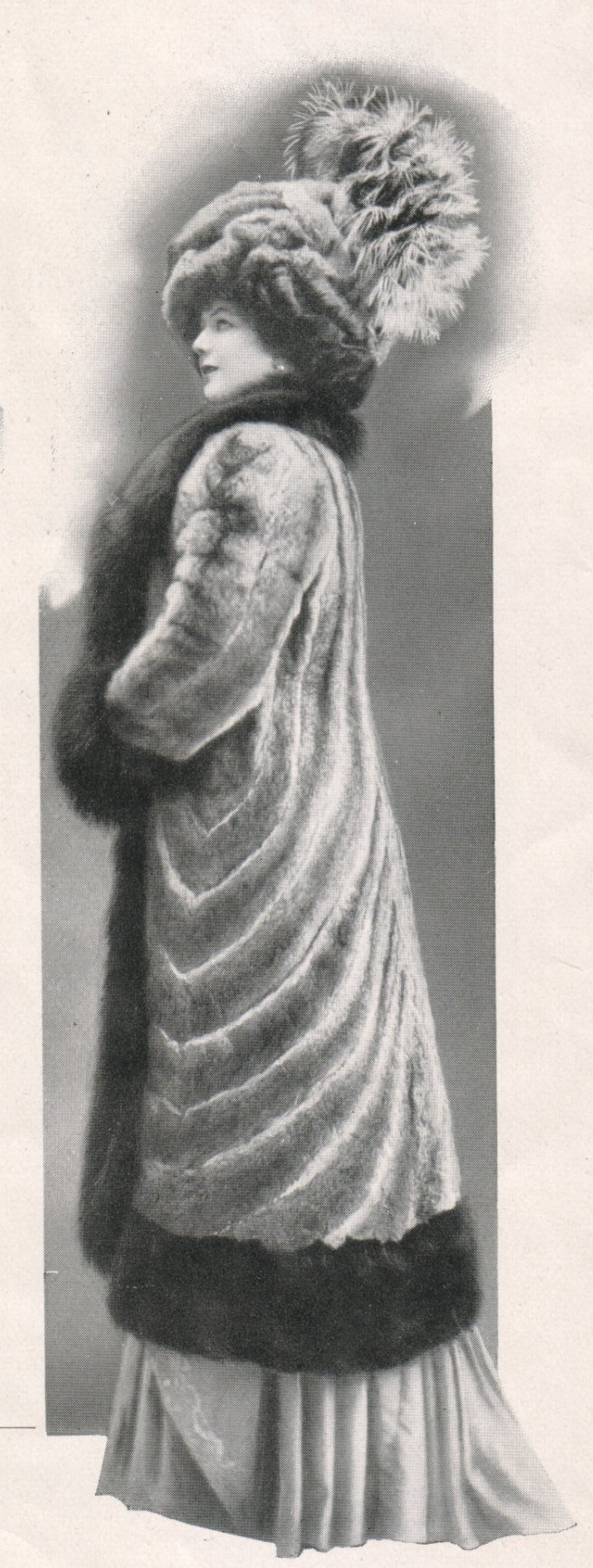
Opossum-Mantel mit Waschbär
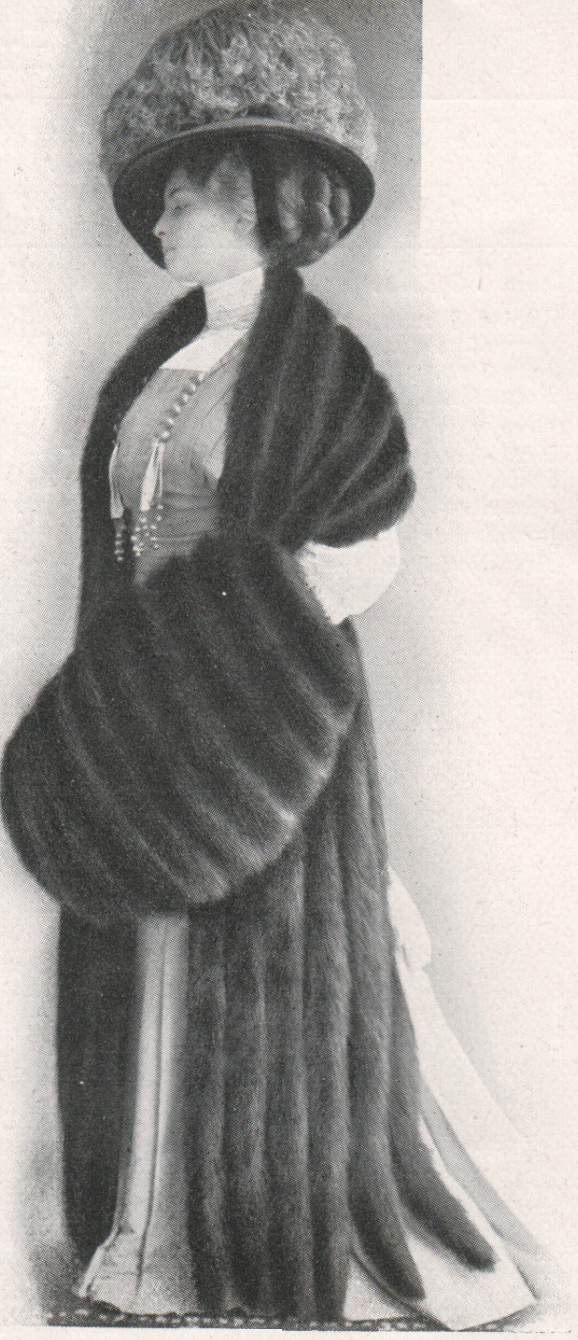
Skunkschal und Skunkmuff
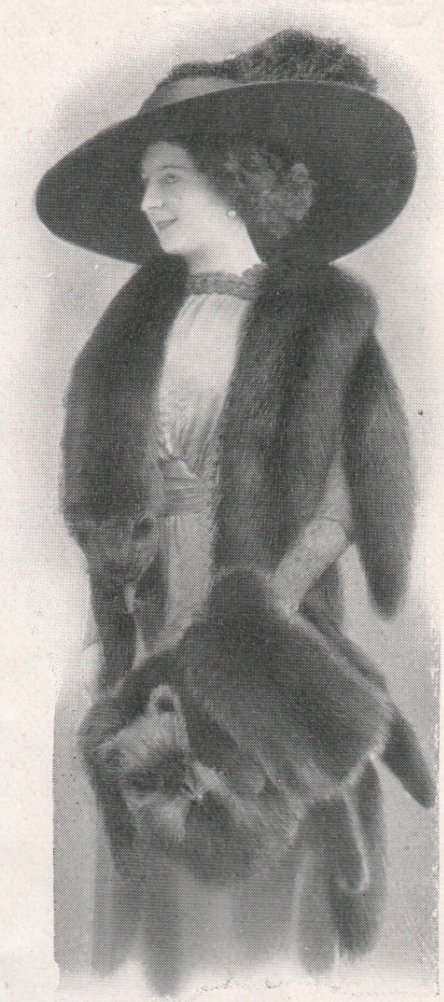
Fuchsmuff und Fuchskollier
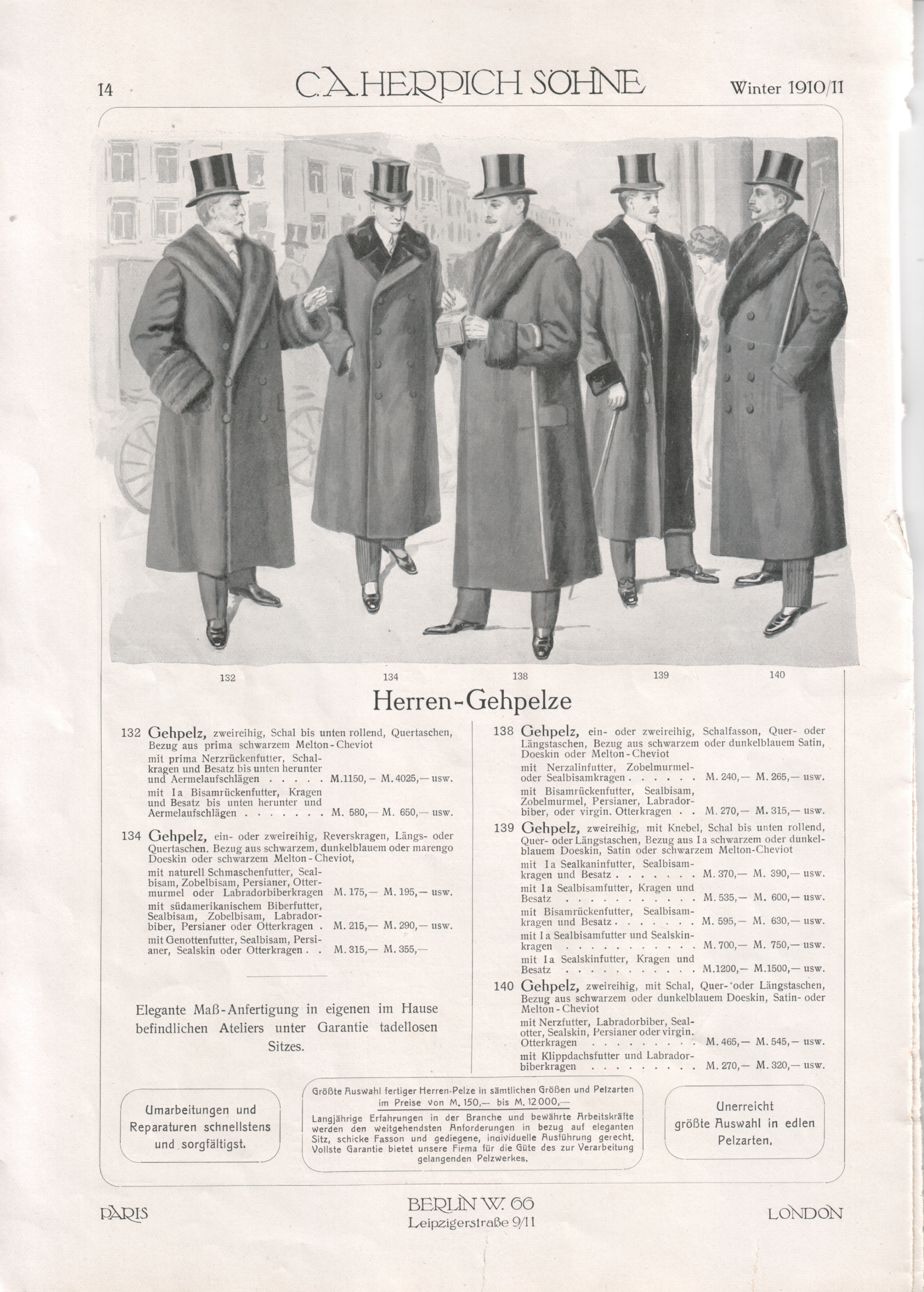
Herren-Gehpelze
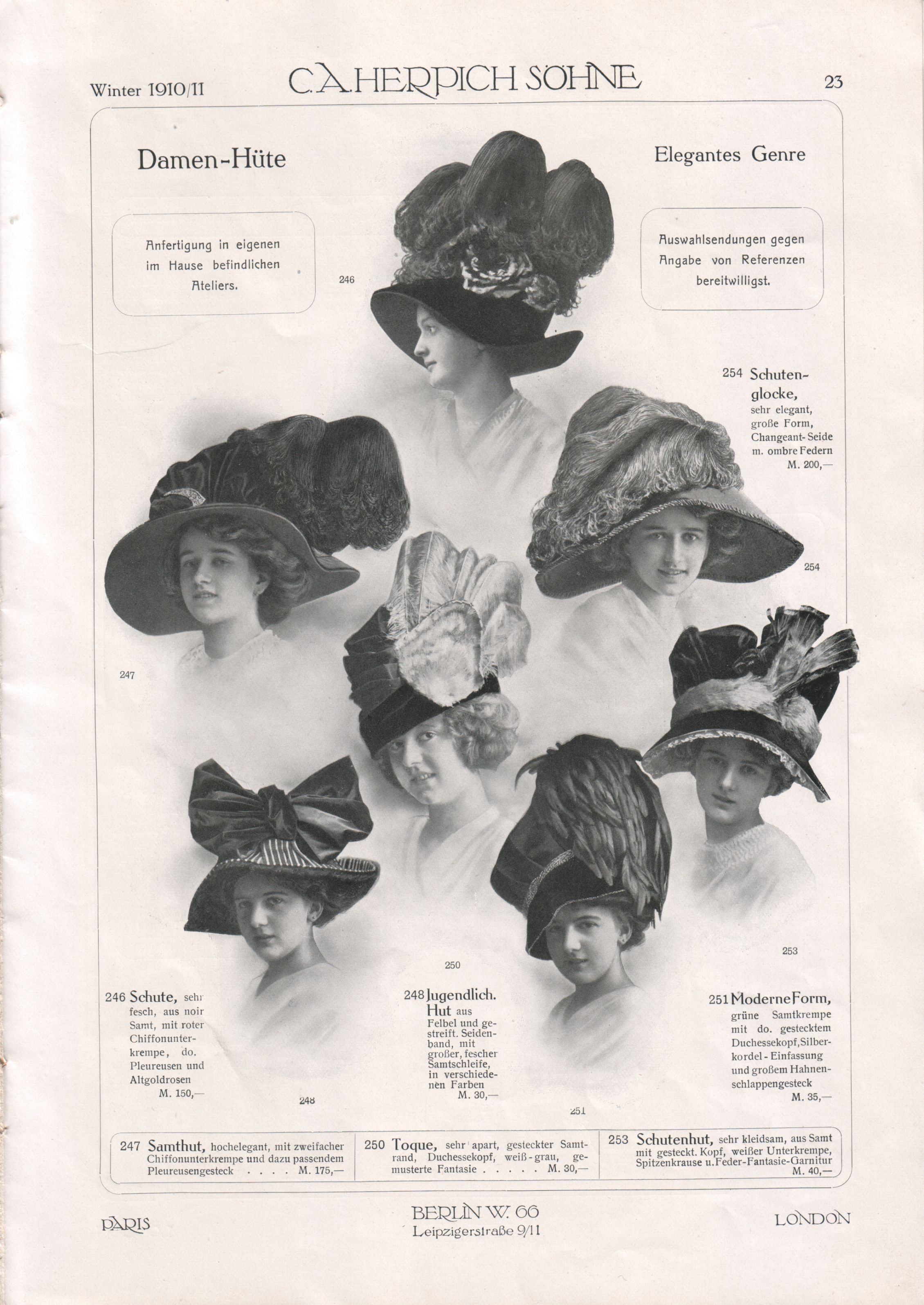
Damenhüte
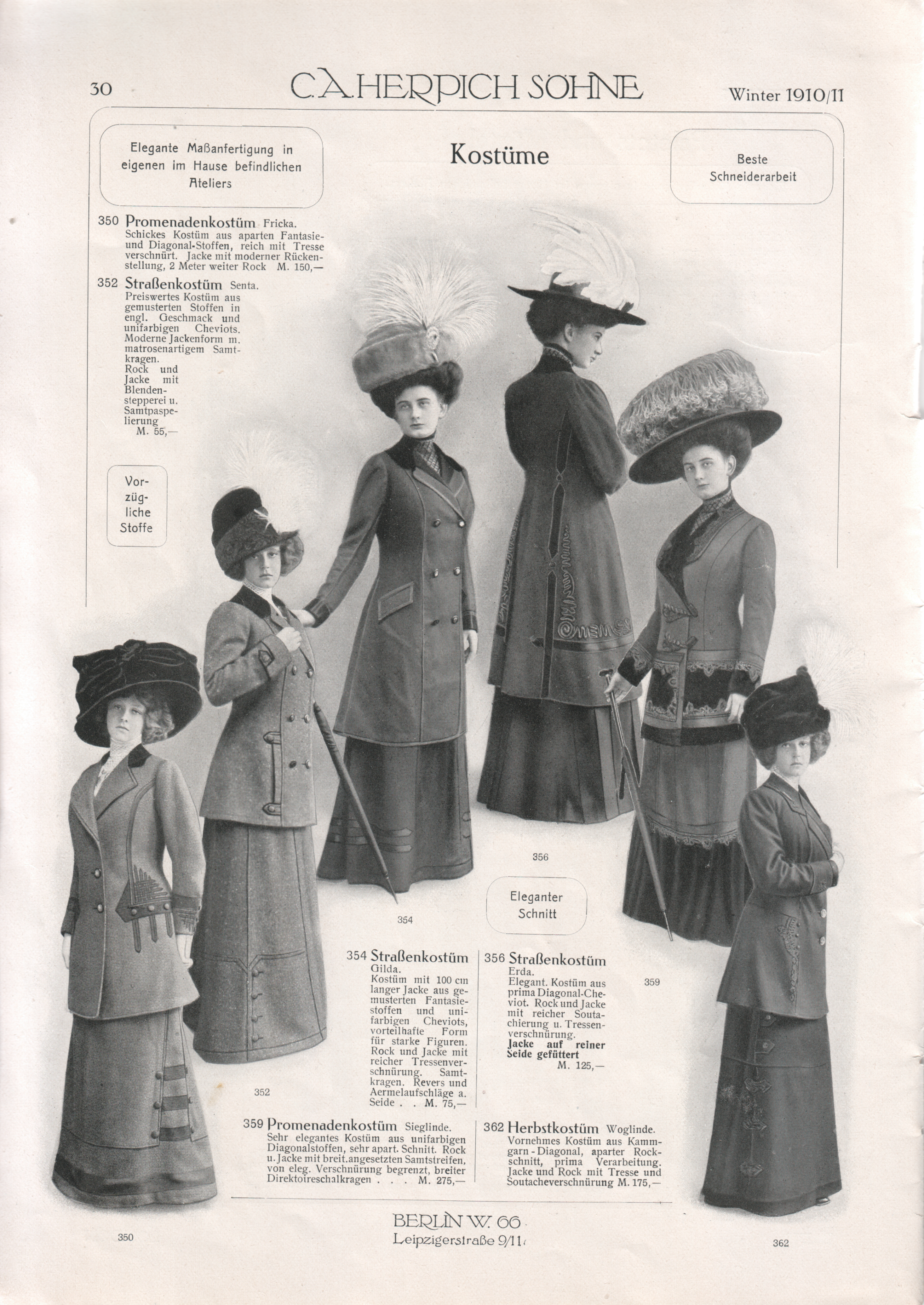
Damenkostüme

### Paul Herpich

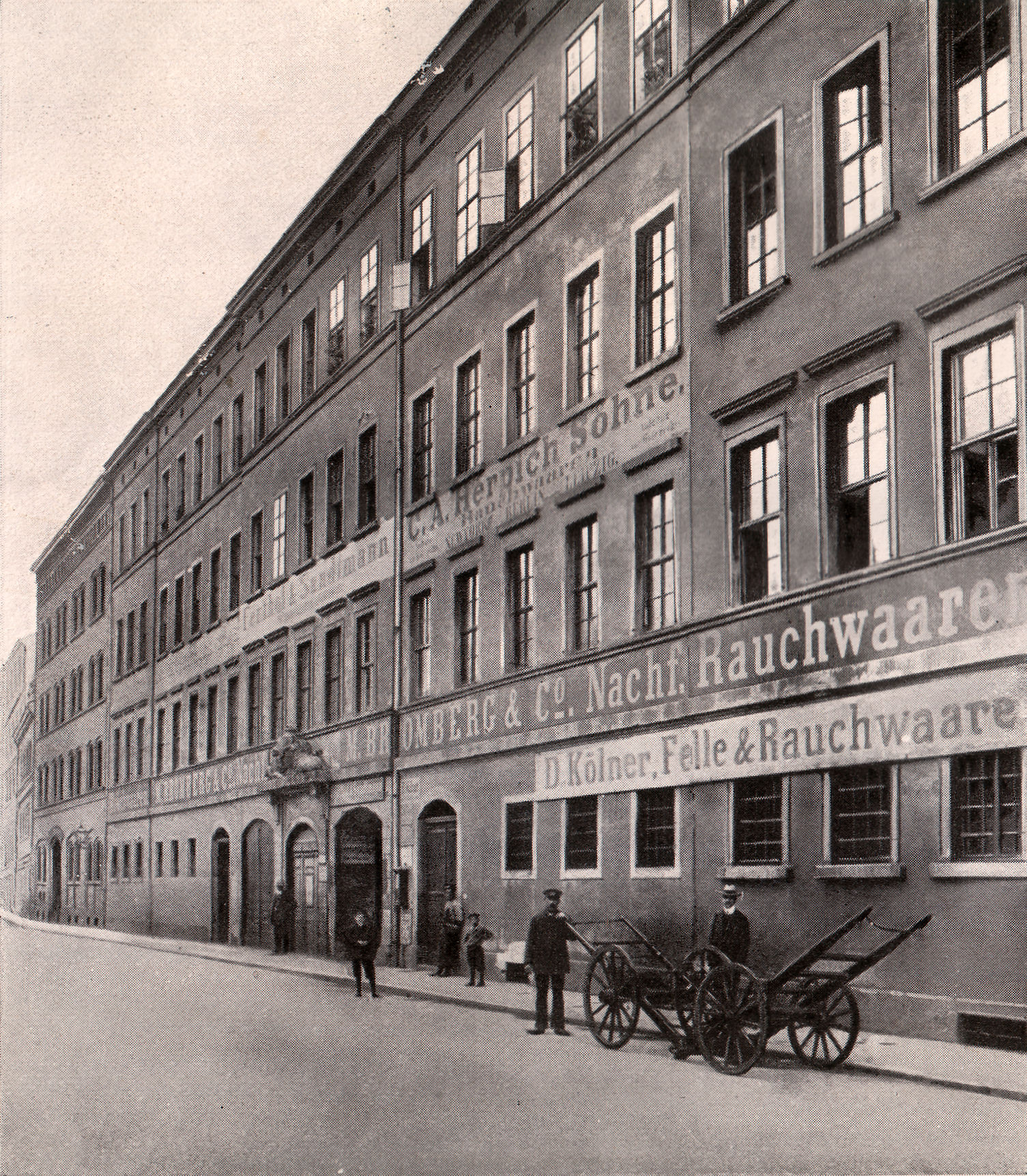
C. A. Herpich, Großhandel in Leipzig (um 1905)

Paul Herpich (* 1869; † 9. Oktober 1923) trat nach Absolvierung des Gymnasiums 1887 in der Firma ein. Hier lernte er den gesamten Geschäftsbereich der Firma kennen und erlangte den Kürschnermeistertitel. Zur Erweiterung seiner kaufmännischen Kenntnisse ging er nach London, um dort besonders den Rauchwarenhandel, den Einkauf und das Fellsortiment sowie den Überseehandel im englischen Weltmarkt kennenzulernen. Anschließend war er für längere Zeit in New York bei seinem Onkel  tätig. Den Abschluss seiner Auslandserfahrungen bildete ein etwa einjähriger Aufenthalt in Paris. In einem der ersten Pariser Pelzhäuser machte er sich mit der seinerzeit fortgeschrittenen Art der französischen Produktionsmethoden vertraut. Unter seiner Mitarbeit wuchs das Unternehmen C. A. Herpich Söhne an Größe und Bedeutung und gewann die „unstreitig führende Stellung“ der Branche. Paul Herpich wurde auf dem Alten St.-Matthäus-Kirchhof an der Großgörschenstraße in einem noch heute erhaltenen Mausoleum beigesetzt.

### Julius Herpich
Julius Herpich (* 1876, † 14. Januar 1944) trat 1892 in das väterliche Geschäft ein. Hier war er insbesondere für den kaufmännischen Teil zuständig. In London machte er sich in den größten Konfektions- und Pelzwarenfabriken über die dortigen Geschäftsmethoden kundig. Anschließend ging er nach Paris. 1895 übernahm er nach dem Tod seines Vaters als Alleinbesitzer die Firma. Mit alljährlichen Reisen hielt er sich über die internationale Mode auf dem aktuellen Stand. Ein längerer Aufenthalt in den größten Plätzen Nordamerikas verhalfen Julius zu einem Einblick in die Organisation der dortigen Welthäuser. Von dort brachte er die Idee für eine Pelzklopfmaschine mit einer rotierenden Welle mit, die er in Deutschland produzieren ließ und vertrieb (siehe dazu: Klopfen in der Kürschnerei). Nicht zuletzt die im Ausland erworbenen Kenntnisse machten es ihm möglich, das Unternehmen modern zu strukturieren, was wesentlich zu dessen ungewöhnlich schnellem Wachsen beitrug.

Berliner Schaufenster-Wettbewerb „Einst und jetzt“ (1925)
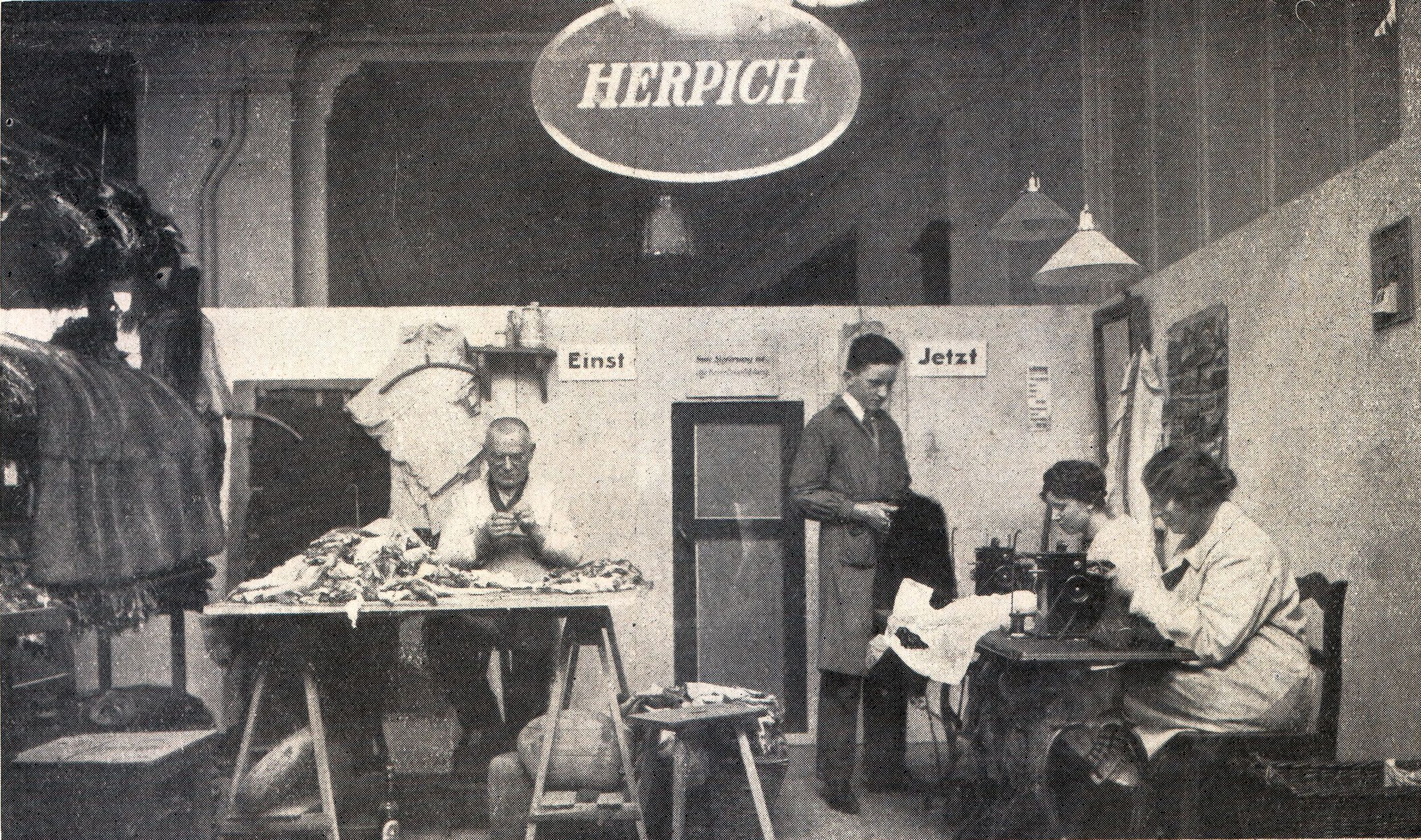
Pelznähen
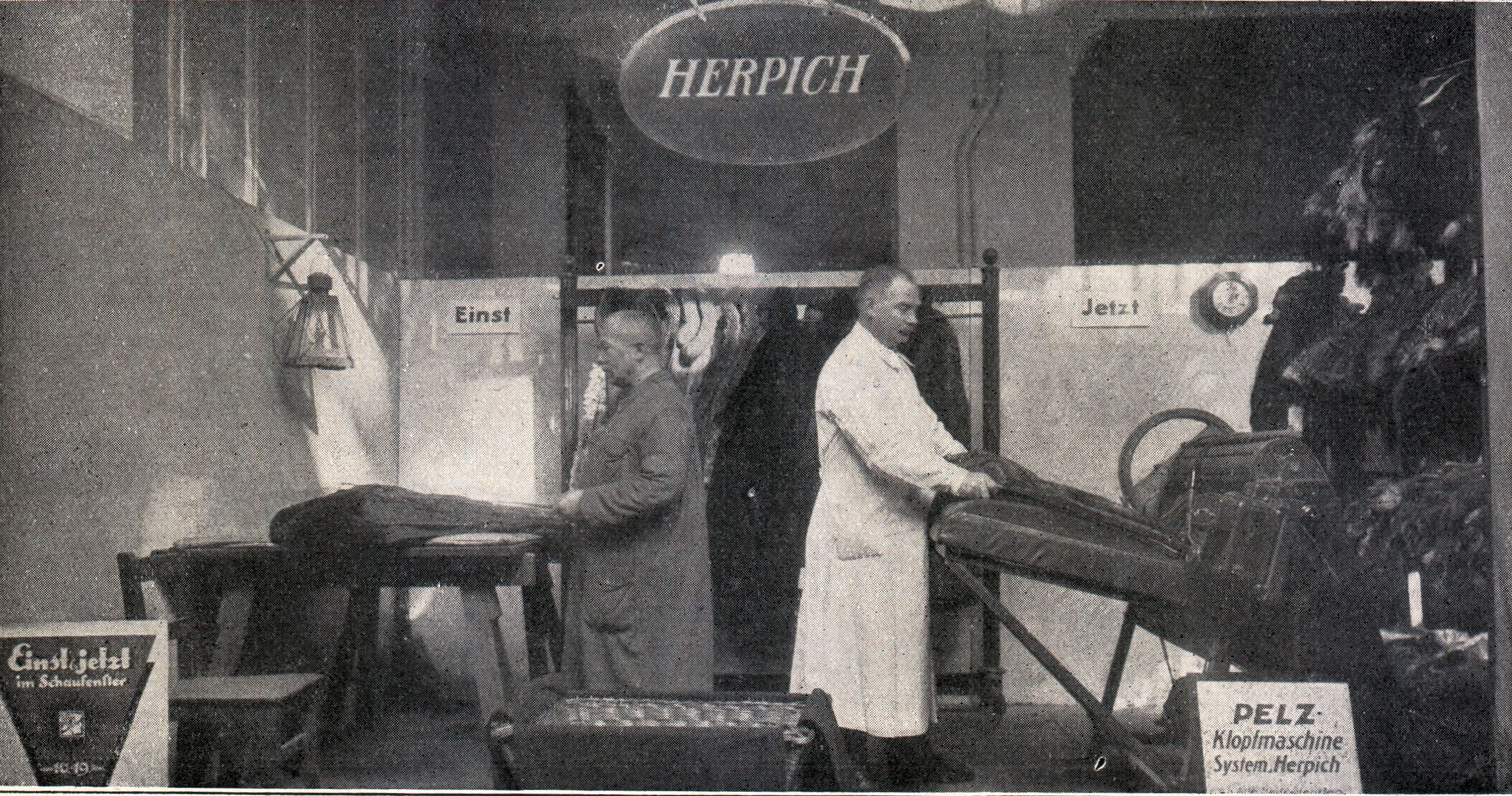
Klopfen der Pelze
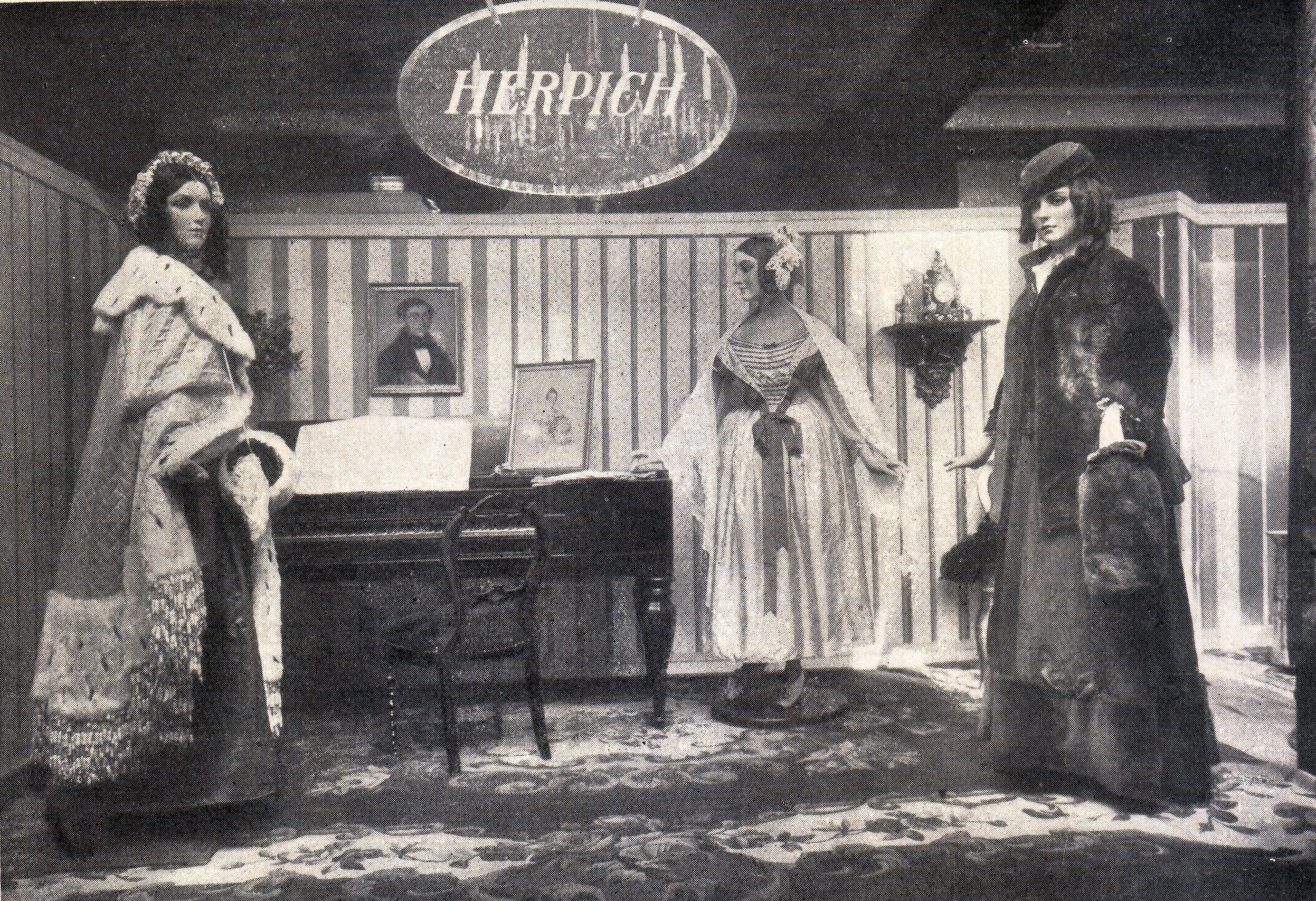
Historische Kollektion Herpich
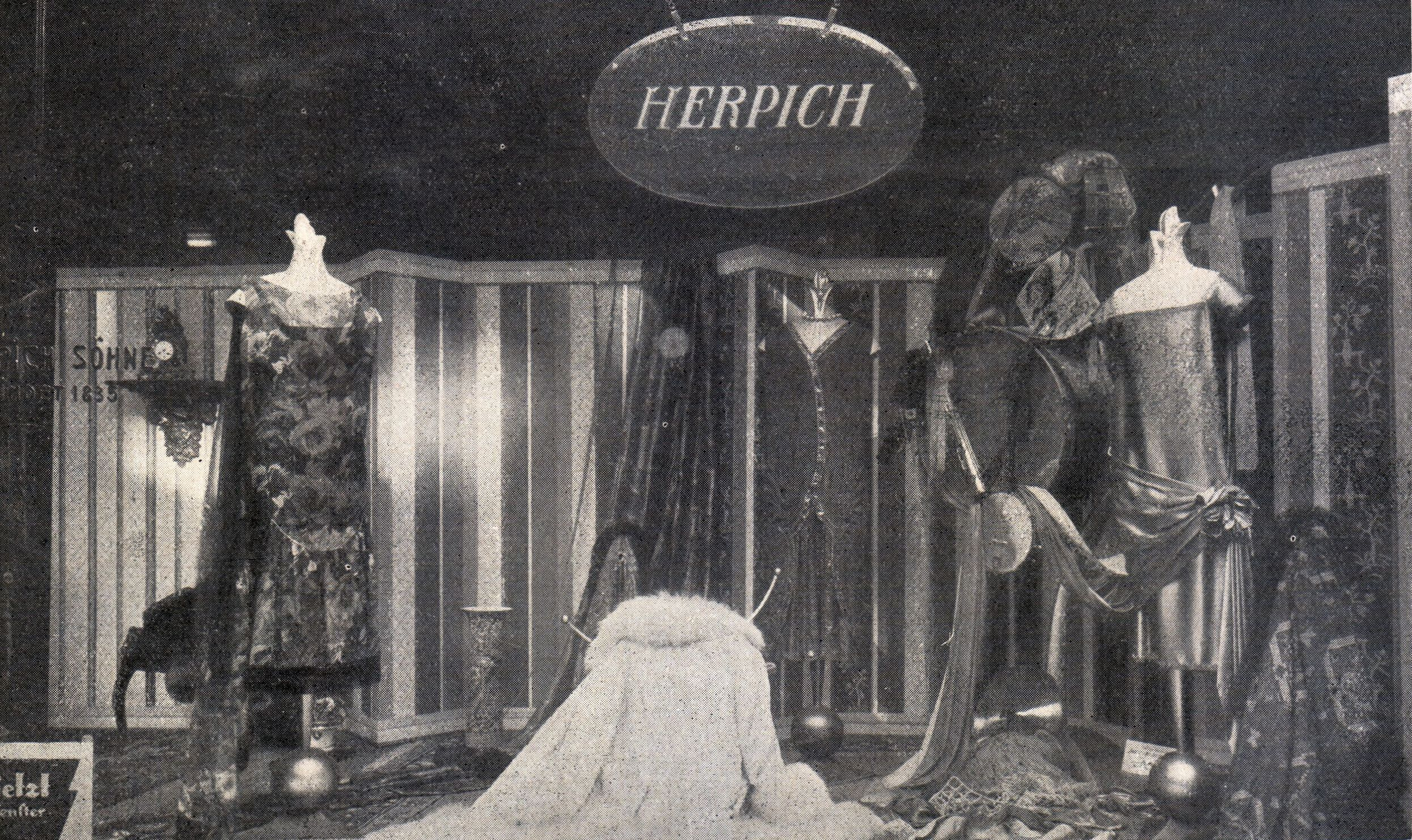
Kollektion Herpich 1925

### Kaufhaus C. A. Herpich & Söhne

Berlin, Leipziger Straße (Architekt Erich Mendelsohn)
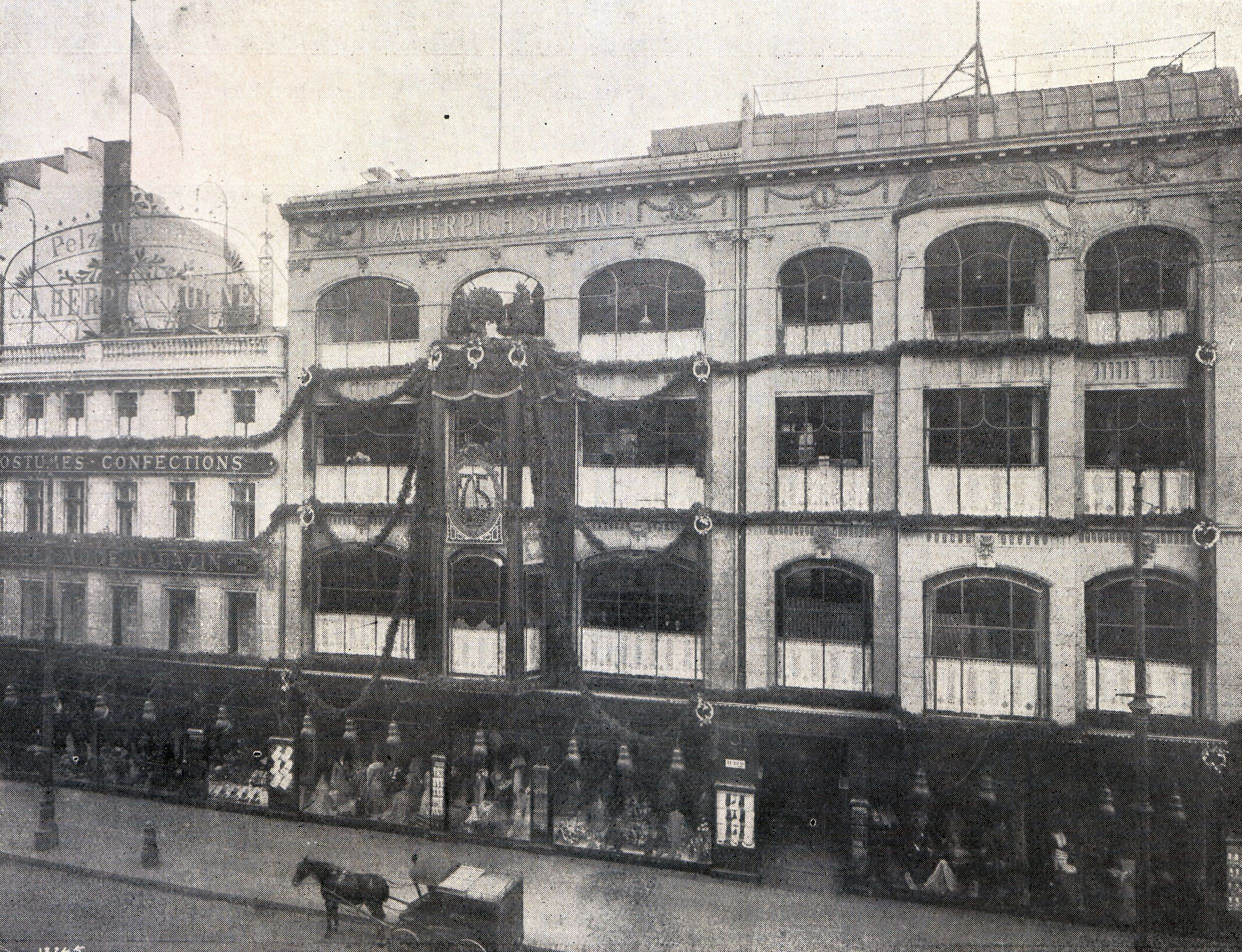
(1925)
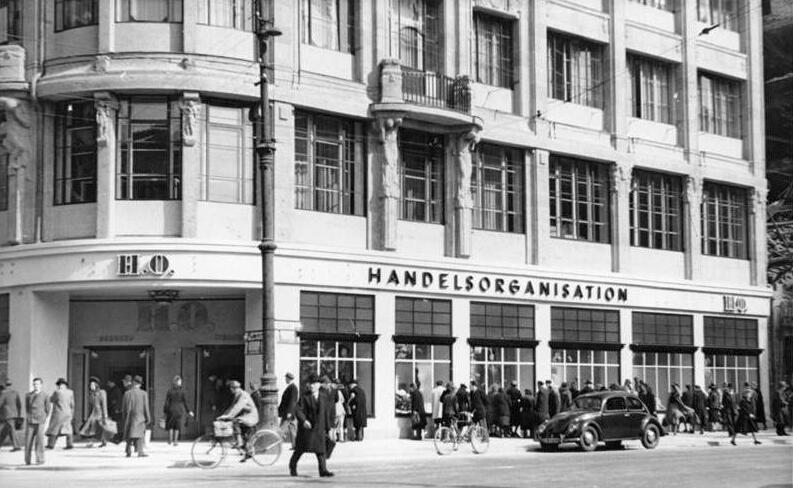
Das neueröffnete HO-Warenhaus (1949)

Das Kaufhaus Herpich & Söhne, deren drei Häuser in den Jahren 1924 bis 1929 von dem Architekten Erich Mendelsohn zu einem modernen Gebäude umgebaut worden war, befand sich auf der Südseite der Leipziger Straße mit den Hausnummern 8 und 9–13. Das Eckhaus Nr. 8 lag an der Ecke zur Wilhelmstraße, die Nummern 9–13 daneben in Richtung Osten neben dem Postmuseum. Eines der drei Gebäude wurde dafür abgerissen und neu errichtet. Durch die einheitliche Fassade entstand der Eindruck eines einzigen Gebäudes.
Der Bau steht für „eine der feinsten Leistungen der zeitgenössischen Architektur“, so das Urteil von Walter Riezler damals. Insbesondere die radikal moderne Fassade, die den drei Häusern 1928 vorgeblendet wurde, war ein viel beachtetes Beispiel der damaligen Baukultur. Sie „bestand aus einem mit Travertin und Bronze verkleideten Stahlbetonskelett, das durch lange Fensterbänke horizontal gegliedert und auf beiden Seiten von gekurvten Erkern flankiert war“. In mit Glas verkleideten Bronzerinnen befanden sich unterhalb der Fenstersimse Glühbirnen, von denen aus die darunter befindlichen Travertinbänder angestrahlt wurden. Direkt über den Schaufenstern wurde der über die ganze Breite reichende Schriftzug beleuchtet. Bereits 1930 wurde das von Mendelsohn bewusst zurückhaltende Beleuchtungskonzept überarbeitet. Anstelle der Glühbirnen wurden in allen Geschossen blaue Leuchtstoffröhren oberhalb der Fensterreihen installiert.
Ein Teil der ursprünglich drei Häuser wurde im Zweiten Weltkrieg zerstört. Nach dem Ende des Krieges zog am 1. Oktober 1946 die in der Mohrenstraße ausgebombte Engel-Apotheke, Inhaber Ernst Jost, im Hause der Firma Pelz Herpich ein, in der Wilhelmstraße Nr. 59, Ecke Leipziger Straße. Auf Anweisung der Zentralkommandantur in der sowjetischen Besatzungszone mussten die Apothekenräume bereits zum 31. Januar 1949 entschädigungslos geräumt werden, damit im Herpich-Haus das erste Warenhaus der Handels-Organisation HO entstehen konnte.

### Villa Herpich („Stalin-Villa“)

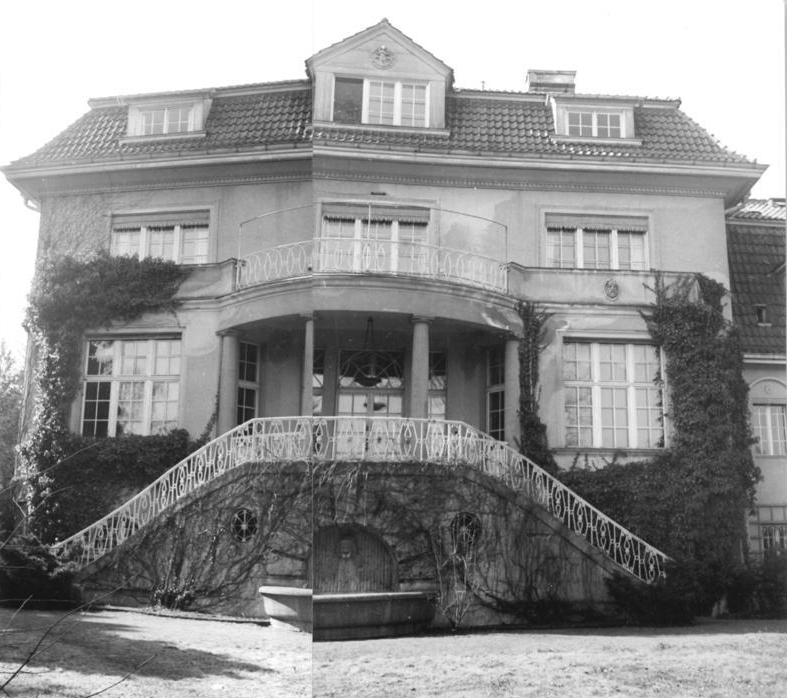
Villa Herpich, Wasserseite (1953)

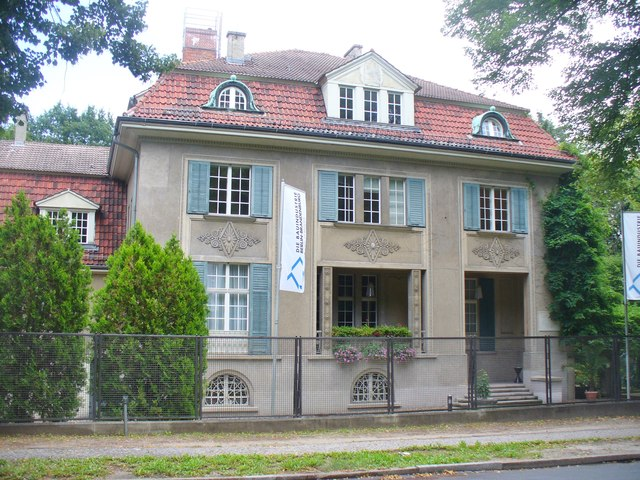
Villa Herpich, Straßenseite (2012)

Die zweigeschossige Villa Herpich in Potsdam-Babelsberg, Kaiserstraße (heute: Karl-Marx-Straße 27) wurde 1910/1911 von dem Architekten Alfred Grenander für Paul Herpich entworfen. Vom 17. Juli bis 2. August 1945 wohnte hier während der Potsdamer Konferenz der sowjetische Regierungschef Josef Stalin, die Familie Herpich hatte das Haus zuvor innerhalb weniger Stunden verlassen müssen.

„Grenanders Stil erregte in einer Zeit Aufmerksamkeit, da Jugendstil und Gründerzeit bereits im Abklingen waren. Sein Babelsberger Haus für Paul Herpich geht auf Distanz zu den eher ‚verklärten‘ Villen der Familien Sarre, Lademann oder Müller-Grote. Er zeigt, dass die Stilfrage nicht nur vom dekorativen Ornament her zu lösen ist. Vereinfachung ist angesagt, die Klarheit der Linien wird zum bestimmenden Element. Grenander schuf auch in Neubabelsberg eine einheitliche Gestaltung von sachlicher Eleganz. Im repräsentativen Erdgeschoss gibt es das, was einen großbürgerlichen Villenbau auszeichnet: Neben Diele und Empfangsraum wird dem Herrenzimmer vor der Gartenloggia die zentrale Rolle zugebilligt. Zur Rechten das Damenzimmer, zur Linken das Speisezimmer mit den anschließenden Küchenräumen. […] Architekt Alfred Grenander hatte damals auch das Acht-Meter-Gefälle des Gartens hinab zum Seeufer gestaltet. Mit dem Bau der Grenzanlagen 1961 schnitt der Kolonnenweg das Grundstück vom Ufer ab. Aus dem wurde inzwischen ein öffentlicher Uferweg.“

Am 18. Mai 1953, unmittelbar nach Stalins Tod, beschloss der Ministerrat der DDR die Gründung des Museums für die Geschichte des Potsdamer Abkommens. Zu dieser Stalin-Gedenkstätte gehörten auch das Schloss Cecilienhof im Neuen Garten und das Stalin-Wohnhaus in Babelsberg. Nachdem die Verbrechen Stalins offenkundig wurden, verlor die Villa 1955 den Status als Nationale Gedenkstätte. Eine Gedenktafel erinnert noch heute an diesen Aufenthalt: „In diesem Haus wohnte während der Verhandlungen der Alliierten zum Potsdamer Abkommen vom 17. Juli bis 2. August 1945 die sowjetische Delegation unter der Leitung von J. W. Stalin“.
Stalin gab am 21. Juli 1945 hier für die übrigen in Potsdam versammelten Staatsmänner ein opulentes Menü. Die Möbel hatte er vorher entfernen lassen, übrig blieb nur ein großes Buffet, wahrscheinlich, weil es in die Wandverkleidung integriert ist. Dies ist das einzige der historischen Möbelstücke, das sich noch heute in der Villa befindet.
Zu DDR-Zeiten wurde die Villa von der Deutschen Akademie für Staats- und Rechtswissenschaft und der Hochschule für Film und Fernsehen genutzt. Nach der Wende verkauften die Erben der Familie Herpich das Grundstück mit der großzügigen Grünfläche an den Bauindustrieverband Berlin-Brandenburg, der die Villa als repräsentativen Büroraum und für die Lobbyarbeit nutzt.

## Marginalien
- In der Filmkomödie aus dem Jahr 1918 Die Dame, der Teufel und die Probiermamsell (Regie Rudolf Biebrach) hat „[e]ine junge Probiermamsell […] nur einen Traum: endlich in Besitz des wundervollen Hermelinpelzes zu gelangen, den sie täglich im Schaufenster des Pelzhauses Herpich bewundert. Ihre Träume gehen so weit, daß sie sich eines Tages vorstellt, der feine Herr, der das gute Stück heute auf der Modenschau kaufte, erscheine ihr als Teufel.“ – Die Erwähnung der Firma Herpich in dem Film ist erklärlich, der Regisseur und Schauspieler Biebrach war ein Kürschnerssohn.[30]

- Der Rauchwarenhändler Jury Fränkel berichtete 1972 in seinen Erinnerungen über die Heimreise seines Chefs, dem Rauchwarenhändler Arnold Rosenthal, aus Berlin nach Leipzig, wie der im Zug seinen guten Freund David Dubiner traf, „der ein wohlverpacktes, versiegeltes Paketchen mit sich schleppte“. Rosenthal kaufte das Paket auf die Beschreibung hin unbesehen: „Es war das Fell eines schönen, rohen Silberfuchses: hellsilbrig, blau, groß, herrlich blauschwarz, nicht zu rauch“. Das wirklich schöne Fell, „niemand hat es gesehen“, hing über ein Jahr bei der Firma im Schrank. Jeder Kunde, dem man es zeigte, sagte lakonisch: „Aha, das ist ja der Silberfuchs von Dubiner“. „Ganz Berlin und Hamburg hatte es schon vor uns bewundert. Rosenthal kochte vor Wut, bezahlte das Fell und verbot, irgendwelche Kontakte mit Dubiners Firma zu pflegen. Endlich, endlich verkauften wir das Fell an Herpich & Söhne in Berlin und waren heilfroh darüber, nur den Zurichtlohn verloren zu haben.“[31]